# Подречицкое
Подречицкое (бел. Падрачыцкае) — посёлок в Страдубском сельсовете Лоевского района Гомельской области Белоруссии.
На востоке граничит с лесом.

## География
Посёлок находится в 9 км на севере от Лоева, 53 км от железнодорожной станции Речица (на линии Гомель — Калинковичи), в 71 км от Гомеля.
Расположен на реке Днепр.

## Транспортная сеть
Транспортные связи по просёлочной, затем автомобильной дороге Лоев — Речица. Планировка состоит из 2 прямолинейных коротких улиц, близких к меридиональной ориентации. Застройка редкая, деревянная, усадебного типа.

## История
Основан в начале 1920-х годов переселенцами из соседних деревень на бывших помещичьих землях. В 1931 году жители вступили в колхоз. Во время Великой Отечественной войны оккупанты в 1943 году сожгли 61 двор и убили 7 жителей. Согласно переписи 1959 года в составе совхоза Днепровский (центр — деревня Переделка). Располагалась библиотека.
До 31 декабря 2009 года в составе Переделковского сельсовета.

## Население

### Численность
- 1999 год — 19 хозяйств, 40 жителей.

## См. также

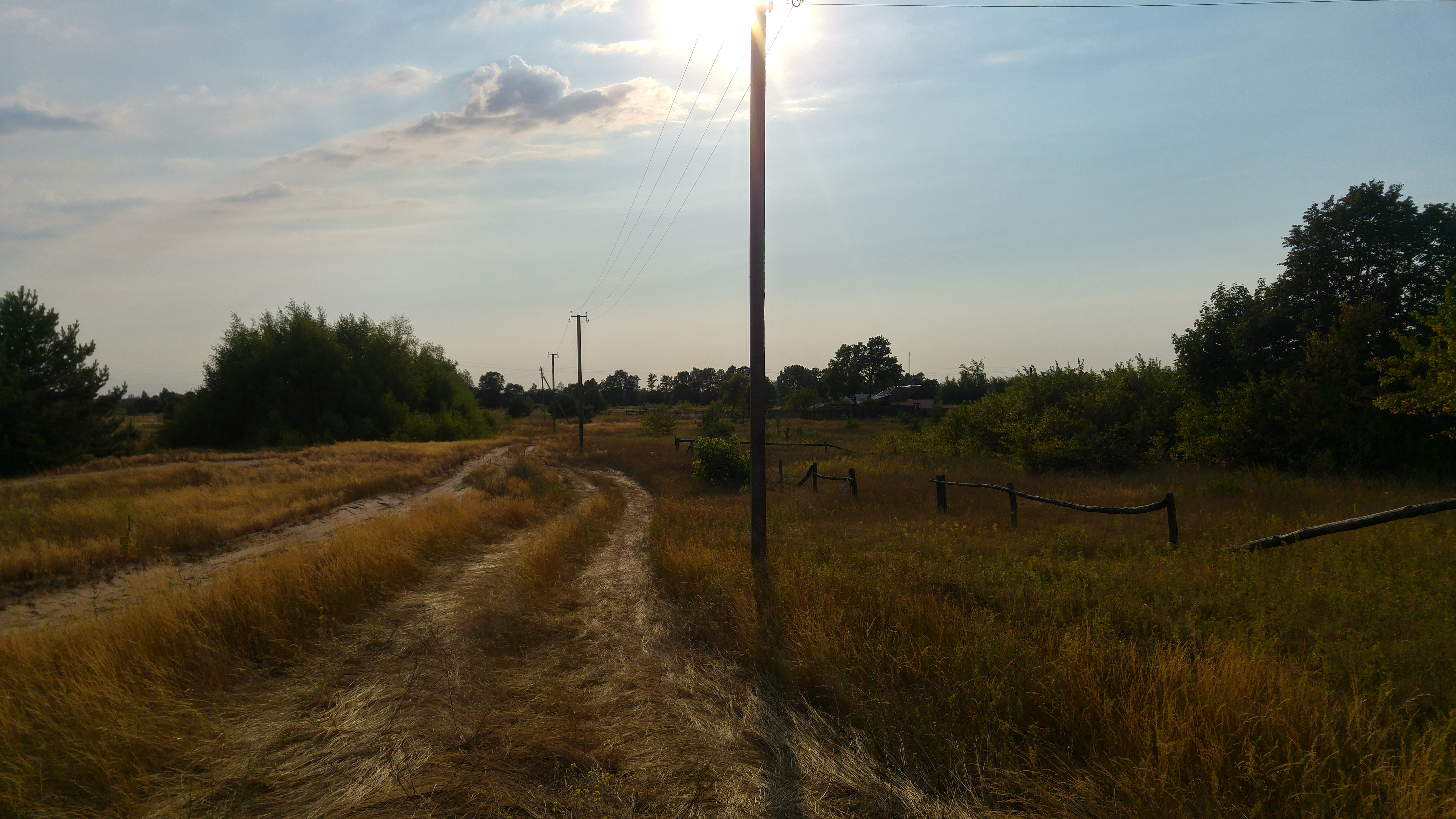
Подречицкое

### Динамика
- 1940 год — 64 двора, 331 житель.
- 1959 год — 198 жителей (согласно переписи).
- 1999 год — 19 хозяйств, 40 жителей.